# Îlet du Galion
Îlet du Galion är en obebodd ö i Martinique (Frankrike). Den ligger i den östra delen av Martinique, 20 km nordost om huvudstaden Fort-de-France.